# Siarhei Lahun
Siarhei Leonidovitch Lahun (en biélorusse : Сергей Леонидович Лагун ), né le 27 mai 1988 à Dzyornavichy (ru) (RSS de Biélorussie) et mort le 22 avril 2011 à Navapolatsk (Biélorussie), est un haltérophile biélorusse.

## Palmarès

### Jeux olympiques
- Jeux olympiques d'été de 2008 à Pékin
  - 10e en moins de 77 kg

### Championnats du monde
- Championnats du monde d'haltérophilie 2009 à Goyang
  -  Médaille d'argent en moins de 85 kg.

- Championnats du monde d'haltérophilie 2010 à Antalya
  -  Médaille de bronze en moins de 85 kg.